# Friedrich Kirchner
Friedrich Kirchner, nemški general, * 26. marec 1885, † 6. april 1960.